# Győző Haberfeld
Győző Haberfeld (Budapeste, 13 de junho de 1889 — Mauthausen-Gusen Concentration Camp, 1945) foi um ginasta húngaro que competiu em provas de ginástica artística pela nação.
Haberfeld é o detentor de uma medalha olímpica, conquistada na edição de 1912, nos Jogos de Estocolmo. Na ocasião, foi o segundo colocado da prova coletiva ao lado de seus quinze companheiros de equipe, quando superou a seleção do Reino Unido, embora tenha sido derrotado pela equipe italiana de Alberto Braglia.